# 小名浜埠頭駅
小名浜埠頭駅（おなはまふとうえき）は、かつて福島県いわき市小名浜にあった福島臨海鉄道小名浜埠頭本線の貨物駅（廃駅）である。

## 駅概要
小名浜製錬小名浜製錬所の南端に位置し、その工場からの専用線も接続していた。工場の東端に位置していた南宮下駅からは濃硫酸の発送があったのに対し、当駅からは工場で生産された製品を有蓋貨車に詰め込み輸送していた。しかし国鉄の貨物取り扱い駅が少なくなることから1983年12月よりトラック輸送に切り替えられた。後に当駅から先の区間が廃止され、2001年に全線廃止に伴って当駅も廃止された。

## 歴史
- 1970年（昭和45年）
  - 6月1日：小名浜埠頭本線宮下 - 当駅間開通と同時に終着駅として開業。
  - 8月14日：当駅 - 東渚間開通に伴い、途中駅となる。
- 1983年（昭和58年）12月1日：貨物の取り扱いが無くなる。
- 1984年（昭和59年）4月1日：当駅 - 藤原間廃止。再び終着駅となる。
- 2001年（平成13年）
  - 4月1日：営業休止。
  - 10月1日：小名浜埠頭本線全線廃止により廃駅となる。

## 駅周辺
- 日本化成小名浜工場
- 小名浜製錬小名浜製錬所

## 隣の駅
福島臨海鉄道
小名浜埠頭本線
南宮下駅 - 小名浜埠頭駅 - 藤原駅
1982年8月1日までは当駅と藤原駅との間に東渚駅が存在した。